# Гомеоморфизм

Гомеоморфность кружки и бублика (полнотория)

Гомеоморфи́зм — непрерывная биекция с непрерывной обратной.
Является центральным понятием топологии.
Примерами гомеоморфизмов являются подобия геометрических фигур и изометрии метрических пространств.
Однако в общем случае они не обязаны сохранять геометрические свойства.
Так, гомеоморфизмы могут изменять углы, длины, площади, объёмы и кривизну, растягивать объекты, скручивать, мять и изгибать.
Пространства называются гомеомо́рфными, если между ними существует гомеоморфизм.
Все топологические свойства гомеоморфных пространств одинаковы, поэтому с точки зрения топологии такие пространства неразличимы.
С точки зрения теории категорий гомеоморфизмы являются изоморфизмами в категории топологических пространств.
Иными словами, гомеоморфизм устанавливает взаимно однозначное соответствие между топологическими структурами.
Термин «гомеоморфизм» происходит от сочетания двух древнегреческих слов: ὅμοιος — похожий и μορφή — форма.

## Определение
Пусть {\displaystyle (X,{\mathcal {T}}_{X})} и {\displaystyle (Y,{\mathcal {T}}_{Y})} — два топологических пространства.
Функция {\displaystyle f:X\to Y} называется гомеоморфизмом, если:
- {\displaystyle f} взаимно однозначна;
- {\displaystyle f} непрерывна;
- обратная функция {\displaystyle f^{-1}} непрерывна.

Иными словами, {\displaystyle f} биективна и для любого подмножества {\displaystyle A\subseteq X} условие {\displaystyle A\in {\mathcal {T}}_{X}} выполняется в том и только в том случае, если {\displaystyle f(A)\in {\mathcal {T}}_{Y}}.
Если между пространствами {\displaystyle X} и {\displaystyle Y} существует гомеоморфизм, то пишут {\displaystyle X\simeq Y} или {\displaystyle X\cong Y} и называют их гомеоморфными или топологически эквивалентными. Гомеоморфизм из пространства в себя называется его автогомеоморфизмом.

## Примеры
- На плоскости любые два выпуклых многоугольника гомеоморфны.
- Пространства разной мощности не гомеоморфны. Два пространства, наделённых дискретной топологией, гомеоморфны тогда и только тогда, когда они равномощны.
- Произвольный открытый интервал {\displaystyle (a,b)\subset \mathbb {R} } гомеоморфен всей вещественной прямой {\displaystyle \mathbb {R} }. Гомеоморфизм {\displaystyle f:(a,b)\to \mathbb {R} } задаётся, например, формулой

{\displaystyle f(x)=\mathrm {ctg} \left(\pi {\frac {x-a}{b-a}}\right).}
В частности, любые два открытых интервала гомеоморфны.
- Отрезок {\displaystyle [0,\;1]} не гомеоморфен вещественной прямой {\displaystyle \mathbb {R} }. Это связано с тем, что отрезок компактен, а прямая — нет.
- Если {\displaystyle n\neq m}, то {\displaystyle \mathbb {R} ^{n}\not \cong \mathbb {R} ^{m}}.
- Теорема о гомеоморфизме[источник не указан 832 дня]. Пусть {\displaystyle |a,b|\subset \mathbb {R} } — интервал на числовой прямой (открытый, полуоткрытый или замкнутый). Пусть {\displaystyle f:|a,b|\to f{\bigl (}|a,b|{\bigr )}\subset \mathbb {R} } — биекция. Тогда {\displaystyle f} является гомеоморфизмом тогда и только тогда, когда {\displaystyle f} строго монотонна и непрерывна на {\displaystyle |a,b|.}

## Топологические инварианты и свойства
Характеристика топологических пространств, которая принимает одинаковое значение на гомеоморфных пространствах, называется топологическим инвариантом. Примерами таких характеристик являются: количество компонент связности, размерность, эйлерова характеристика, числа Бетти, фундаментальная группа, группы гомологий и когомологий, гомотопические группы.
Аналогично определяются топологические свойства, то есть свойство пространства называется топологическим, если оно сохраняется при гомеоморфизмах. Примерами таких свойств являются: метризуемость, все виды отделимости, связность и линейная связность, компактность, односвязность, свойство быть топологическим многообразием.
Некоторые топологические инварианты и свойства определены лишь для пространств особого типа.
Примером такого инварианта является род поверхности.
Кроме того, ориентируемость является свойством многообразия.

## Локальный гомеоморфизм
Непрерывное отображение {\displaystyle f:X\to Y} топологических пространств называется локальным гомеоморфизмом, 
если у каждой точки пространства {\displaystyle X} имеется такая окрестность {\displaystyle U}, что образ {\displaystyle f(U)} открыт в {\displaystyle Y} и сужение {\displaystyle f|_{U}:U\to f(U)} является гомеоморфизмом.
Любой гомеоморфизм является локальным гомеоморфизмом, однако обратное неверно.
Так, локальный гомеоморфизм является гомеоморфизмом тогда и только тогда, когда он биективен.
Например, отображение {\displaystyle x\to (\cos x,\sin x)} является локальным гомеоморфизмом из вещественной прямой {\displaystyle {\mathbb {R} }} в окружность {\displaystyle S^{1}}. Более того, каждое накрытие является локальным гомеоморфизмом.
Кроме того, среди тождественных вложений {\displaystyle (0,1)\to {\mathbb {R} }} и {\displaystyle [0,1]\to {\mathbb {R} }} первое является локальным гомеоморфизмом, а второе — нет.
Локальные гомеоморфизмы не обязательно сохраняют топологические свойства. Однако если между топологическими пространствами существует локальный гомеоморфизм, то они имеют одинаковые так называемые локальные свойства.
Среди них: локальная связность, локальная линейная связность, локальная компактность, локальная односвязность и локальная метризуемость.